# Maciej Pawlikowski
Maciej Pawlikowski (Zakopane, 19 de febrer de 1951) és un alpinista polonès. És conegut per haver fet la primera ascensió hivernal al Cho Oyu conjuntament amb Maciej Berbeka el 12 de febrer de 1985. Anteriorment, el 1979 va fer, conjuntament amb Ryszard Gajewski, la primera ascensió confirmada al Ngadi Chuli. És el president del Club de muntanya de Zakopane.